# Neusamandel
De neusamandel of tonsilla pharyngica is een van de vier amandelklieren en bevindt zich aan de achterwand van de bovenzijde van de neus-keelholte, het gedeelte net achter de neusholte (de nasofarynx).
De neusamandel speelt, evenals de keelamandelen (tonsillen), een rol in het immuunsysteem, met name bij jonge kinderen. Vanaf een leeftijd van ongeveer acht jaar neemt de grootte van de neusamandel af.
Vanwege de ligging is de neusamandel een van de eerste delen van het lymfevatenstelsel die in aanraking komen met infecterende bacteriën. Als er meer bacteriën binnenkomen dan de neus- en keelamandelen aankunnen, kunnen de amandelen ontstoken raken, maar ook een nasaal stemgeluid veroorzaken als ze de neus vanuit de mondholte afsluiten. Ze zijn dan rood en opgezwollen en kunnen ziekteverschijnselen veroorzaken. Afhankelijk van de aard, de ernst en de frequentie van de klachten kan dan overgegaan worden tot het chirurgisch verwijderen van het verdikte gedeelte van de neusamandel (adenotomie) en/of de keelamandelen (tonsillectomie).